# Willie McLean
William McLean (27 de enero de 1904, Clydebank, Escocia - Davenport, Estados Unidos, 6 de noviembre de 1977) (conocido también como Willie McLean o Wee Willie) fue un futbolista estadounidense de origen escocés que jugaba como delantero. Desapareció en 1938.
Su desaparición siguió siendo un misterio hasta junio de 2022, cuando una investigación de Pablo Maurer y Matt de The Athletic  descubrió los detalles detrás de esa desaparición; McLean había sufrido una crisis nerviosa después de múltiples lesiones en la cabeza y vivió los últimos 40 años de su vida en una serie de instalaciones públicas de salud mental.

## Selección nacional
Fue miembro de la selección estadounidense con 2 encuentros y jugó 1 Mundial en 1934. McLean disputó el partido clasificatorio al Mundial de 1934 ante México en Roma, donde fue victoria por 4-2, y participó en la derrota en primera fase ante Italia por 1-7 en el Mundial de aquel año.

### Participaciones en Copas del Mundo
| Mundial                        | Sede   | Resultado    |
| ------------------------------ | ------ | ------------ |
| Copa Mundial de Fútbol de 1934 | Italia | Primera fase |

## Clubes
| Club                             | País           | Año         |
| -------------------------------- | -------------- | ----------- |
| Pullman F.C.                     | Estados Unidos | Desconocido |
| Chicago Canadians                | Estados Unidos | Desconocido |
| Bricklayers and Masons           | Estados Unidos | 1932        |
| Stix, Baer and Fuller F.C.       | Estados Unidos | 1932 - 1934 |
| St. Louis Central Breweries F.C. | Estados Unidos | 1934 - 1935 |
| St. Louis Shamrocks              | Estados Unidos | 1935 - 1936 |